# 印度气象局
印度气象局（简称IMD，也称）是一个隶属于印度政府地球科学部的机构。它是作气象观察、天气预报和地震研究的主要机构。IMD的总部位于新德里，在印度和南极均设立有观测站。同時也是世界氣象組織北印度洋的區域專責氣象中心。

## 外部連結
官方網站 （页面存档备份，存于）